# サバクネズミカンガルー
サバクネズミカンガルー(The desert rat-kangaroo　(Caloprymnus campestris), ほか buff-nosed rat-kangaroo, plains rat-kangaroo またはoolacunta）は、かつてオーストラリア南西部に生息していたネズミカンガルーの絶滅種である。 1840年代初頭に発見され、1843年にジョン・グールドによって南オーストラリア州知事のジョージ・グレイから送られた3つの標本に基づいて記録された。 

## 説明
体長27-44cm、尾長35-38cm。体はずんぐりしており、尾はネズミカンガルーの中では最も長い。吻が短く、眼間部の幅が異常に広いため、目が離れてついているようで奇妙な顔つきをしている。体毛は柔らかく滑らかで、したげも密生している。体の地色は霜降り状の淡い黄褐色で、背は暗く、腹は明るい。四肢は鮮やかな代赦色(茶色を帯びた橙色)で、手足は白色。
カンガルーのような形をしていたが、小さなウサギくらいの大きさであり、繊細でほっそりした形をしていると言われていた。  頭と体を合わせた長さは、約254〜282と推定され、 307〜377mmにわたる長いテールが特徴。その頭は短く、鈍く、幅が広く、裸の鼻、短く丸い耳のカンガルーやワラビーとは異なっていた。 

## 分布と生息地
この種はかつて、サウス・オーストラリア州のエア湖の東、クイーンズランド州南西部、クイーンズランド州南西部とノーザンテリトリーの境界にまたがる、 南オーストラリア州の比較的小さな地域を占めると考えられていた。 オーストラリア南部北部のエア湖東部で1935年に見られたのが最後とされる。

## 生態学および行動
地上棲で、低木が散在する半砂漠地帯に生息する。いつも単独でいて、植物が茂っている間の地面に深さ10cm程の浅いくぼみを掘り、草や枯葉を敷いて円形の巣を作り、休憩場とする。なにも生えてなくて見通しのいい場所だと、小枝や草の茎を集めて簡単な屋根を作るという。時々、巣から顔を出してあたりを見渡す習性がある。性質は大人しく、夜動き回っては草を食べる。アボリジニの話では、他のネズミカンガルーほど草の根や地下茎を食べないらしいが、前足の爪が発達しているところから見て、地下茎もよく食べるのであろうと推定されている。乾燥に強く、水場から遠く離れたところでも見られる。不格好な割に走るのは速いらしく、1頭の個体を捕らえるのに、ウマ3頭を乗り継がなければならなかったので、持久力も高かったとされる。 この種は、ほとんどの時間を巣で覆い、夕暮れ時に出現して摂食。  このことからそれは少なくとも部分的に夜行性である。

## 再発見と絶滅
1935年を最後に絶滅したとされる。原因は、キツネを移入させたことで食い尽くされてしまったことと、ヨーロッパからやってきた農場経営者によって干し草を食べる害獣として駆除されたからだとされる。
サバクネズミカンガルーは1994年に絶滅したと宣言され 、それが再発見されて再び失われた唯一の哺乳類種となった。   